# Vườn quốc gia Band-e Amir
Vườn quốc gia Band-e Amir (tiếng Ba Tư: بند امیر) là vườn quốc gia đầu tiên của Afghanistan, nằm tại tỉnh Bamyan. Nó bao gồm một loạt sáu hồ nước xanh thẳm ngăn cách bởi các con đập đá vôi tự nhiên, một trữ lượng khoáng sản đáng kể. Những hồ này nằm ở độ cao khoảng 3.000 mét trong dãy núi Hindu Kush, thuộc miền trung Afghanistan, phía tây của Các tượng Phật Bamyan nổi tiếng.
Chúng được hình thành bởi rò rỉ nước Cacbon dioxide tạo thành kết tủa Calci cacbonat ở dạng tường đá vôi mà ngày nay là các hồ này. Band-e Amir là một trong số ít những hồ tự nhiên trên thế giới được tạo ra bởi hệ thống tường đá vôi. Chúng đã được mô tả và so sánh như là Grand Canyon của  Afghanistan, thu hút hàng ngàn khách du lịch mỗi năm.

## Tên
Band-e Amir có nghĩa là "đập của Emir" được một số người tin rằng có liên quan đến Ali bin Abu Talib, vị khalifah thứ 4 của người Hồi giáo. Dân cư tại đây chủ yếu là người Hazara, những người được ước tính chiếm khoảng 10% dân số Afghanistan.

## Lịch sử
Trong cuốn sách hướng dẫn về Afghanistan năm 1970, nhà sử học Nancy Dupree đã mô tả về vẻ đẹp kỳ diệu và kinh ngạc của Band-e Amir khi người ta nhìn vào nó. Một số cảnh quay của bộ phim Dharmatma năm 1975 với sự tham gia của hai diễn viên Feroz Khan và Hema Malini cũng được quay tại đây.
Nỗ lực để biến Band-e Amir trở thành vườn quốc gia bắt đầu từ những năm 1970, nhưng sau đó bị đình trệ do chiến tranh. Vào tháng 4 năm 2009, Band-e Amir cuối cùng đã được tuyên bố là vườn quốc gia đầu tiên của Afghanistan. Trước đó, nó đã được đưa vào danh sách di sản dự kiến của UNESCO từ năm 2004.
Tính đến năm 2013, khoảng 6.000 khách du lịch địa phương đến thăm Band-e Amir mỗi năm. Khu vực này được bảo vệ bởi một số ít cán bộ kiểm lâm Afghanistan.

## Địa lý
Band-e Amir nằm gần thành phố Yakawlang, cách 75 km về phía tây bắc thành phố cổ Bamyan, Cùng với thung lũng Bamyan, nơi có di chỉ khảo cổ Các tượng Phật được coi là trung tâm du lịch của Afghanistan, thu hút hàng nghìn khách du lịch mỗi năm.
Các hồ Band-e Amir chủ yếu là điểm đến du lịch vào cuối mùa xuân và hè, vì khu vực trung tâm Hazarajat nằm ở vùng núi cao của Afghanistan rất lạnh vào mùa đông, với nhiệt độ xuống tới -20 độ C.
Sáu hồ của Band-e Amir có tên là : Band-e Gholaman (hồ Nô lệ), Band-e Qambar (hồ Nô lệ của Khalifah Caliph Ali), Band-e Haibat (hồ của sự vĩ đại), Band-e Panir (hồ Phô mai), Band-e Pudina (hồ Bạc hà hoang dã), Band-e Zulfiqar (hồ thanh gươm của Ali). Band-e Haibat là hồ có diện tích lớn nhất trong số chúng. Độ sâu trung bình của các hồ là khoảng 150 mét.

## Động thực vật
Một khu vực rộng 41.000 hecta chồng chéo lên ranh giới vườn quốc gia này được BirdLife International được chỉ định là vùng chim quan trọng khi nó là nhà của nhiều loài chim hoang dã quý hiếm. Đáng chú ý nhất gồm có gà tuyết Himalaya, Sơn ca ngón ngắn Hume, sẻ tuyết cánh trắng, sẻ tuyết Afghanistan, sẻ thông cánh đỏ châu Á.

## Mối lo ngại
Việc chăn thả gia súc, thu hái cây bụi để làm chất đốt, thức ăn gia súc cho mùa đông và chăn nuôi vẫn được thực hiện rộng rãi trong ranh giới vườn quốc gia. Mặc dù việc săn bắt trái phép các loài chim và một số loài động vật có vú sống trong vườn quốc gia chính thức bị văn phòng quản lý nghiêm cấm, nhưng không có dữ liệu hiện tại để đánh giá tình trạng của động vật hoang dã và đa dạng sinh học.

## Hình ảnh

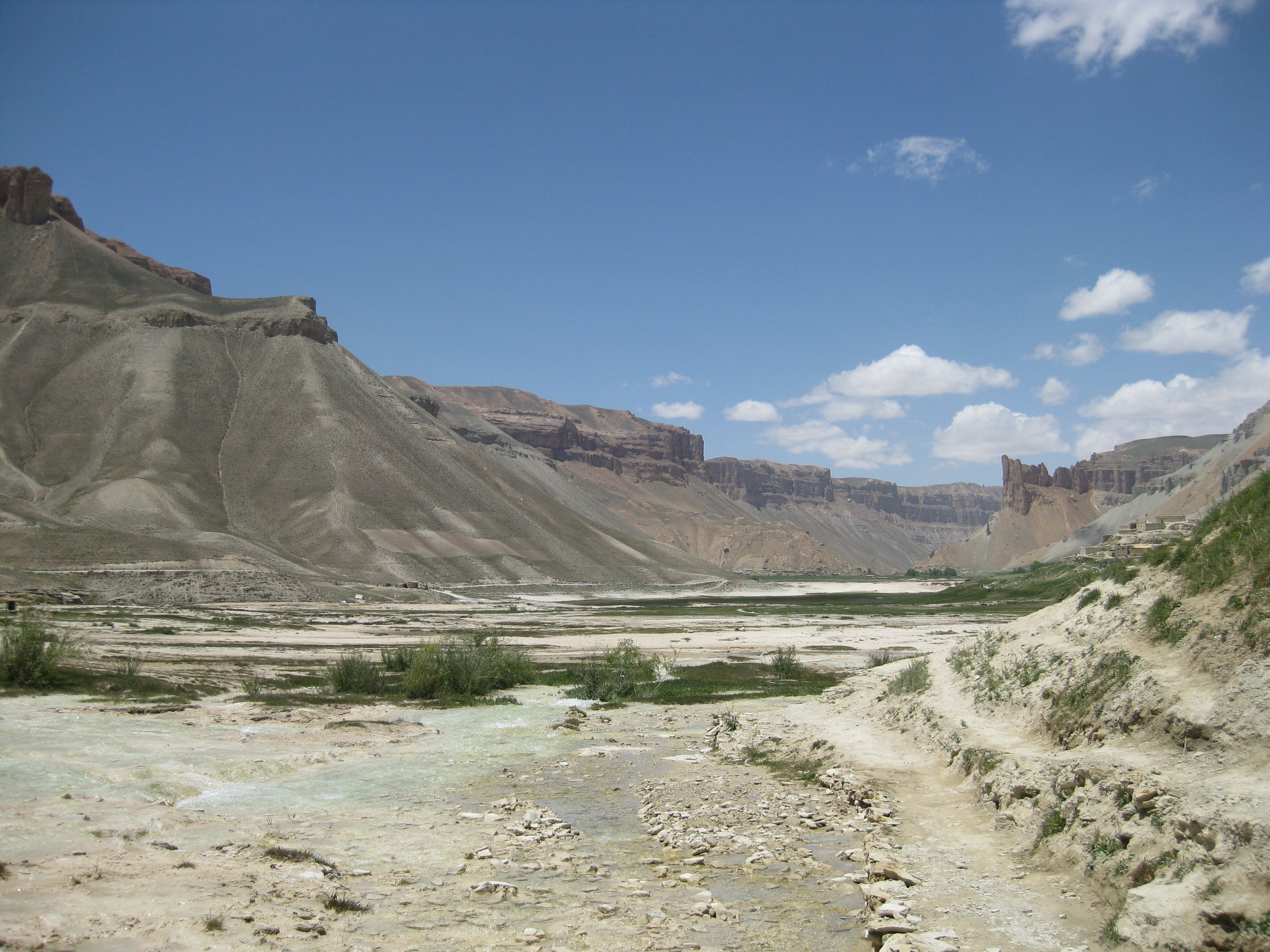
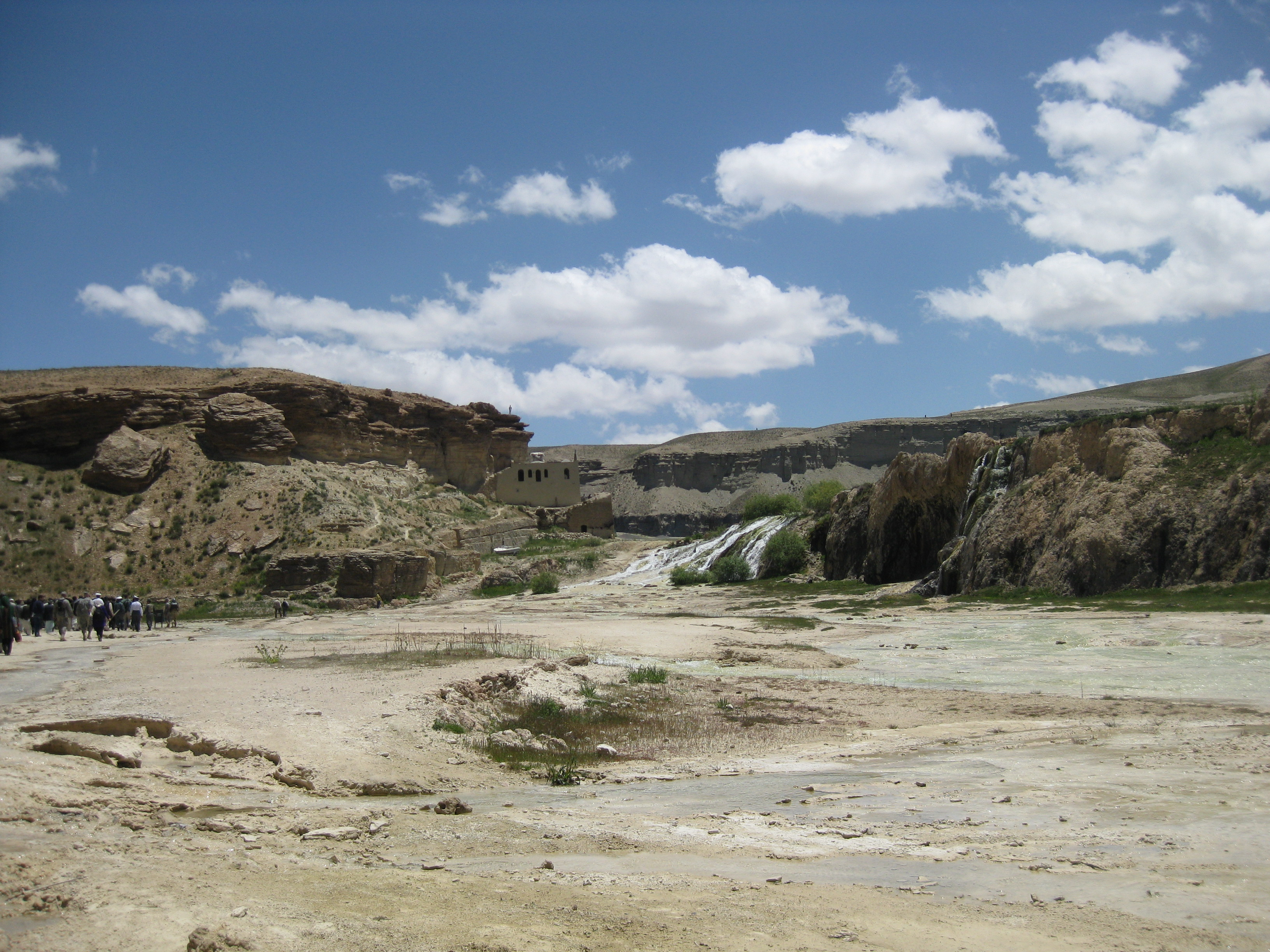
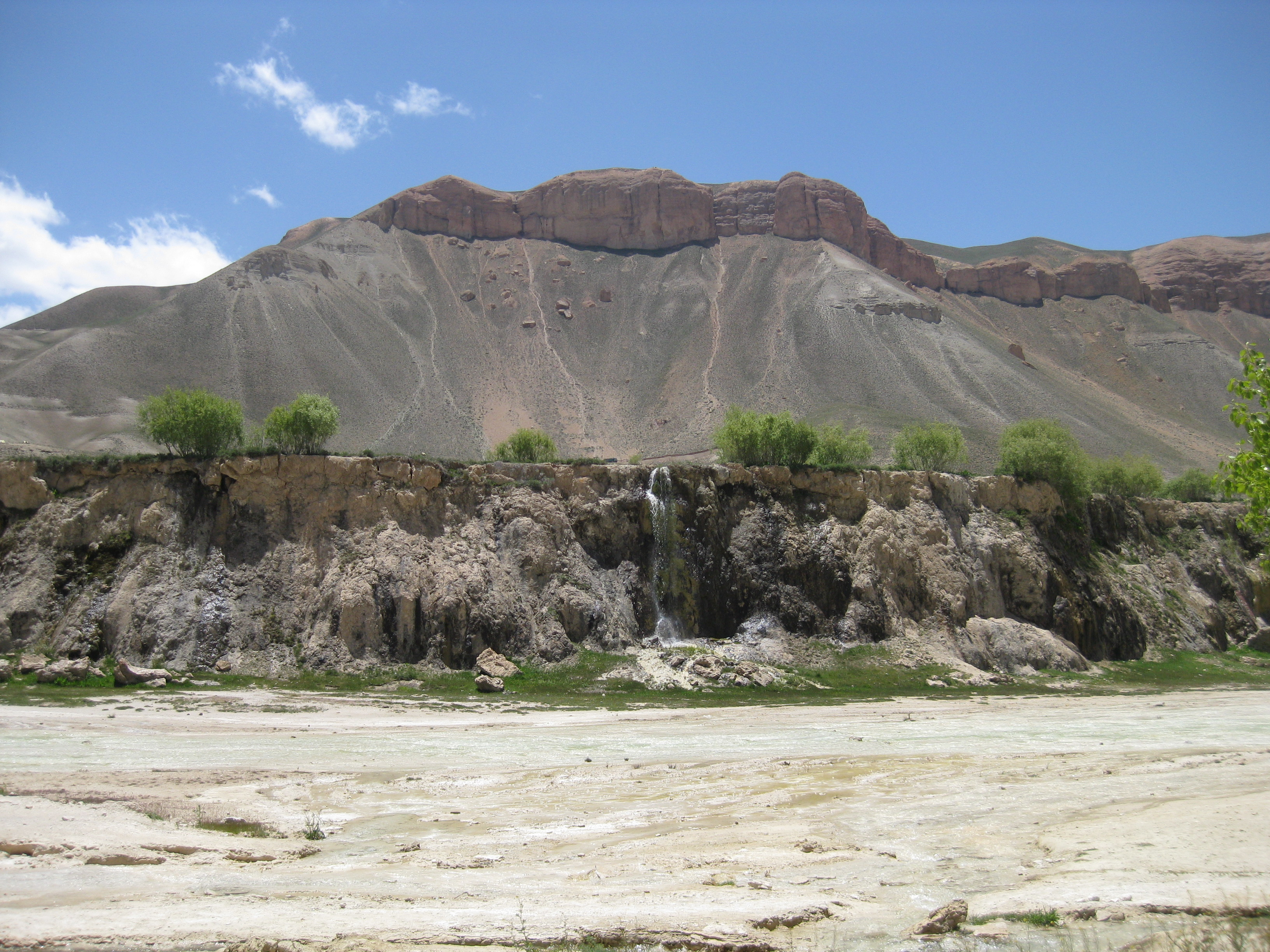
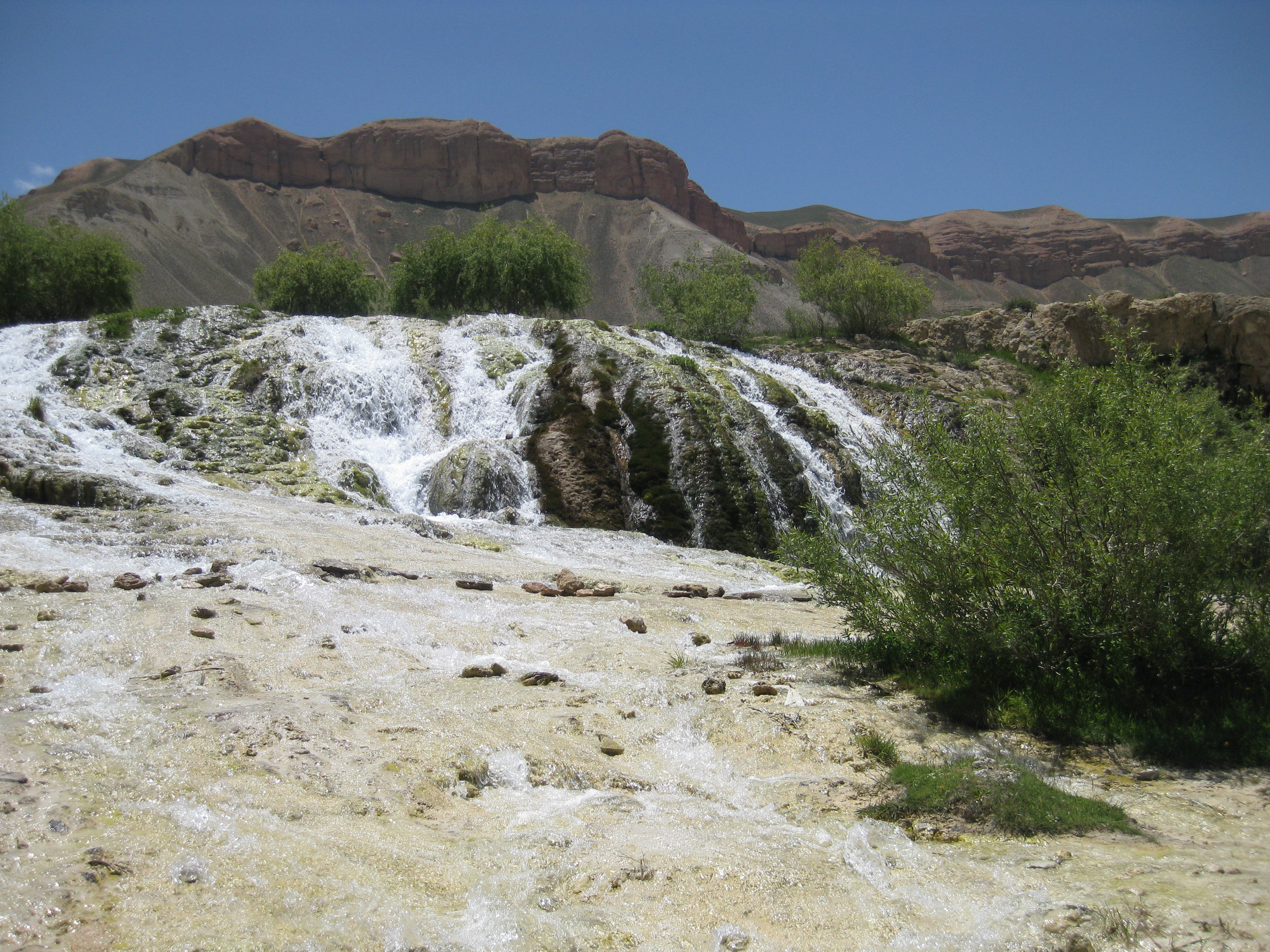
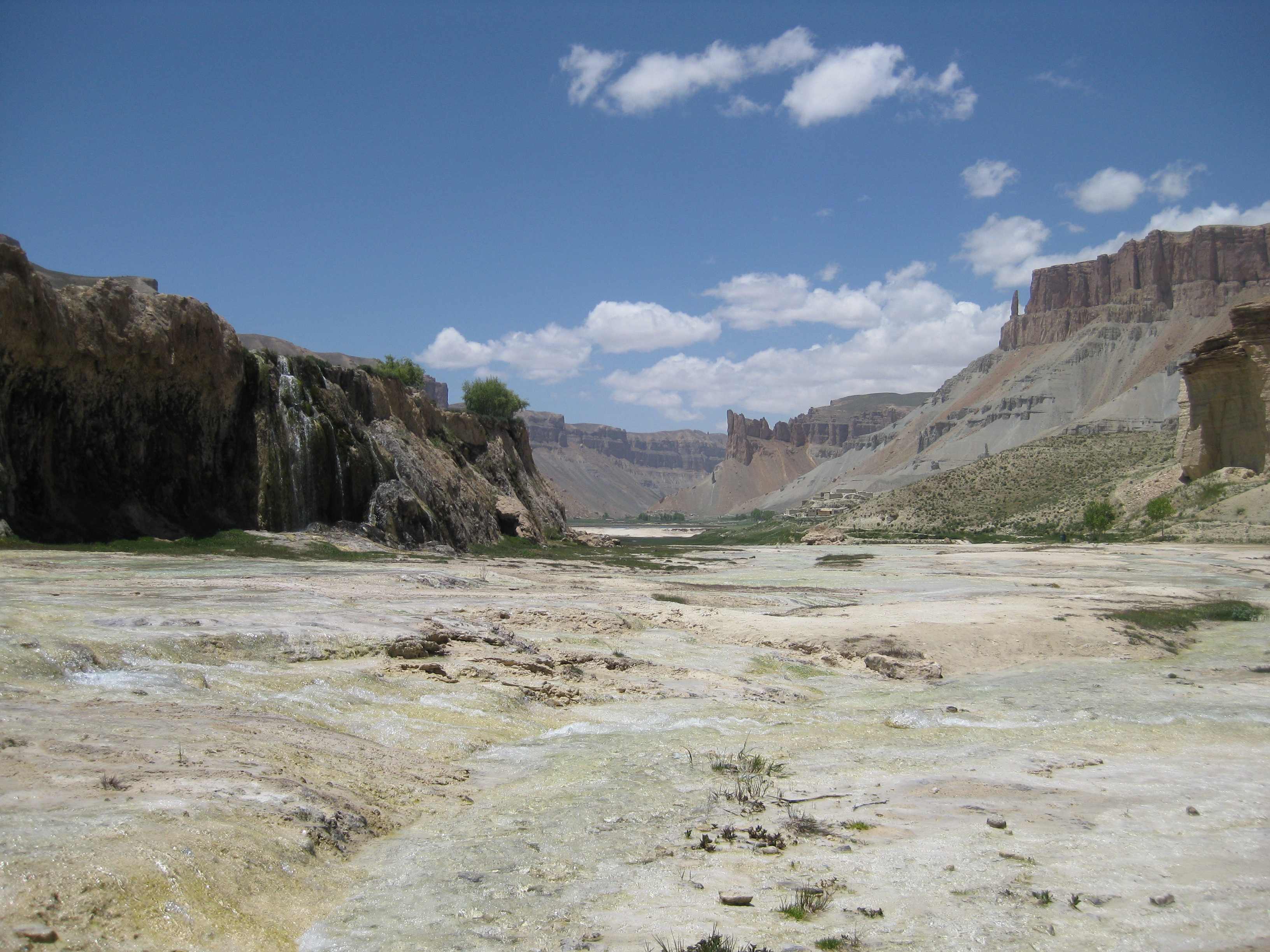
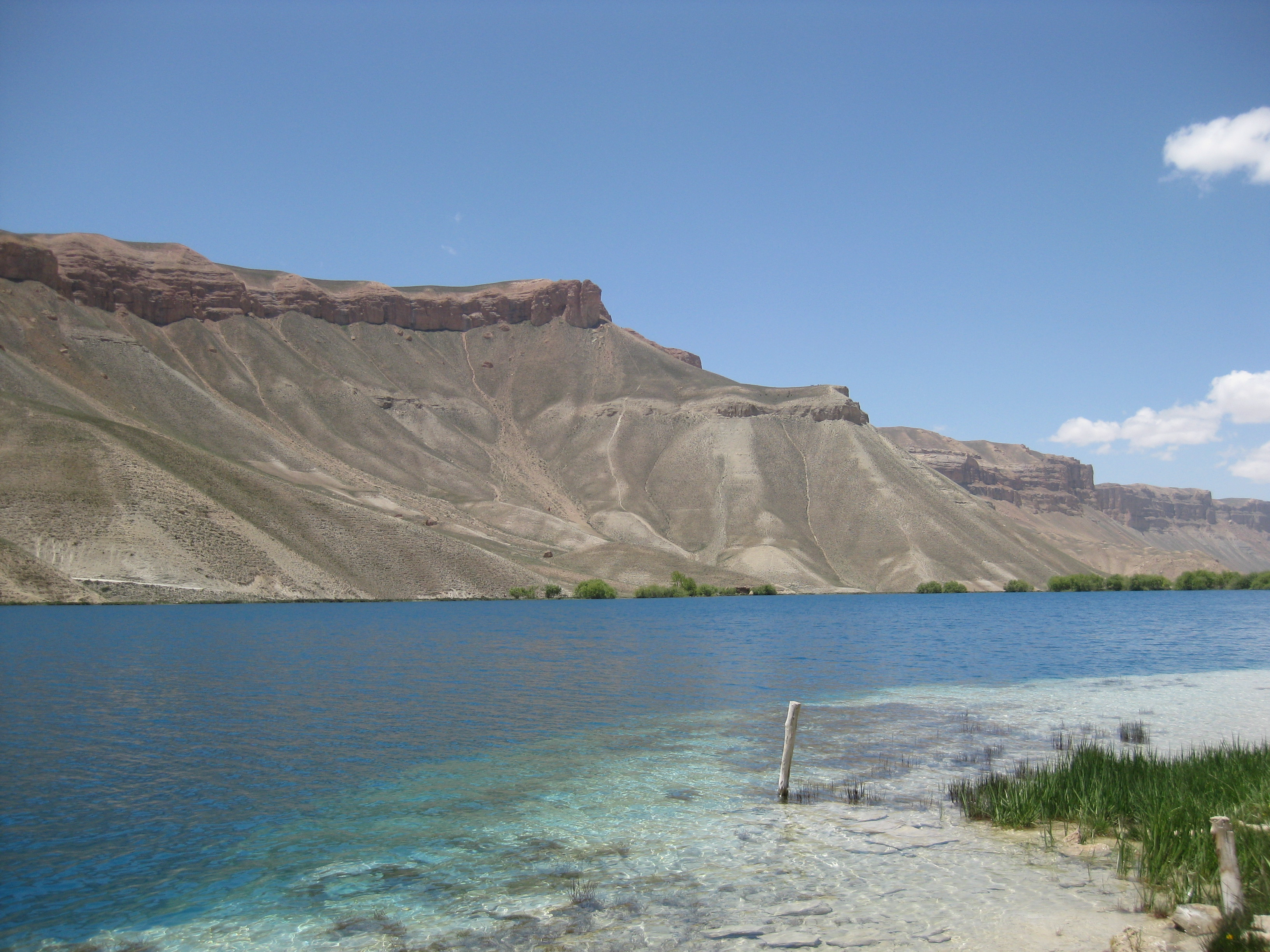
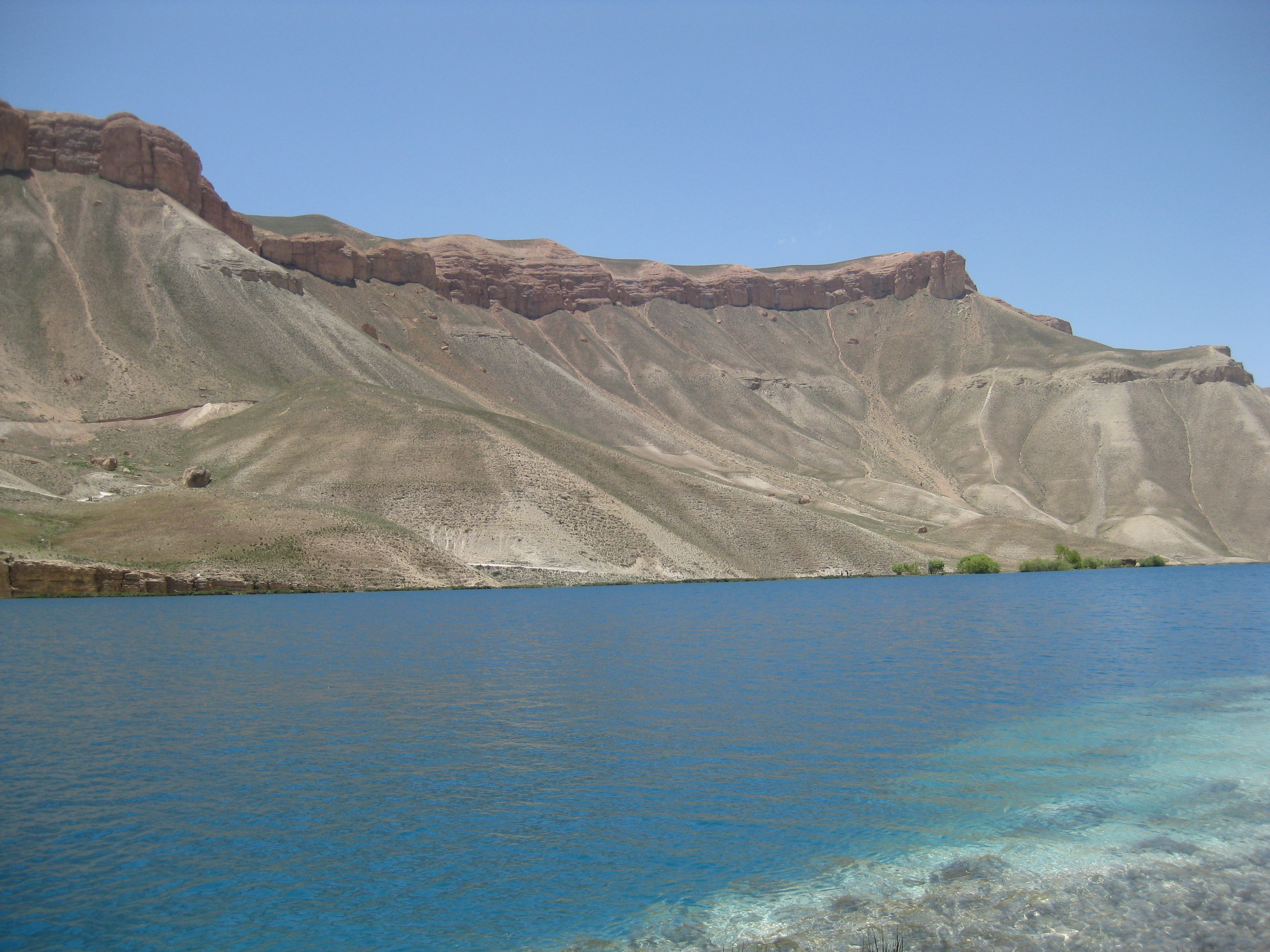
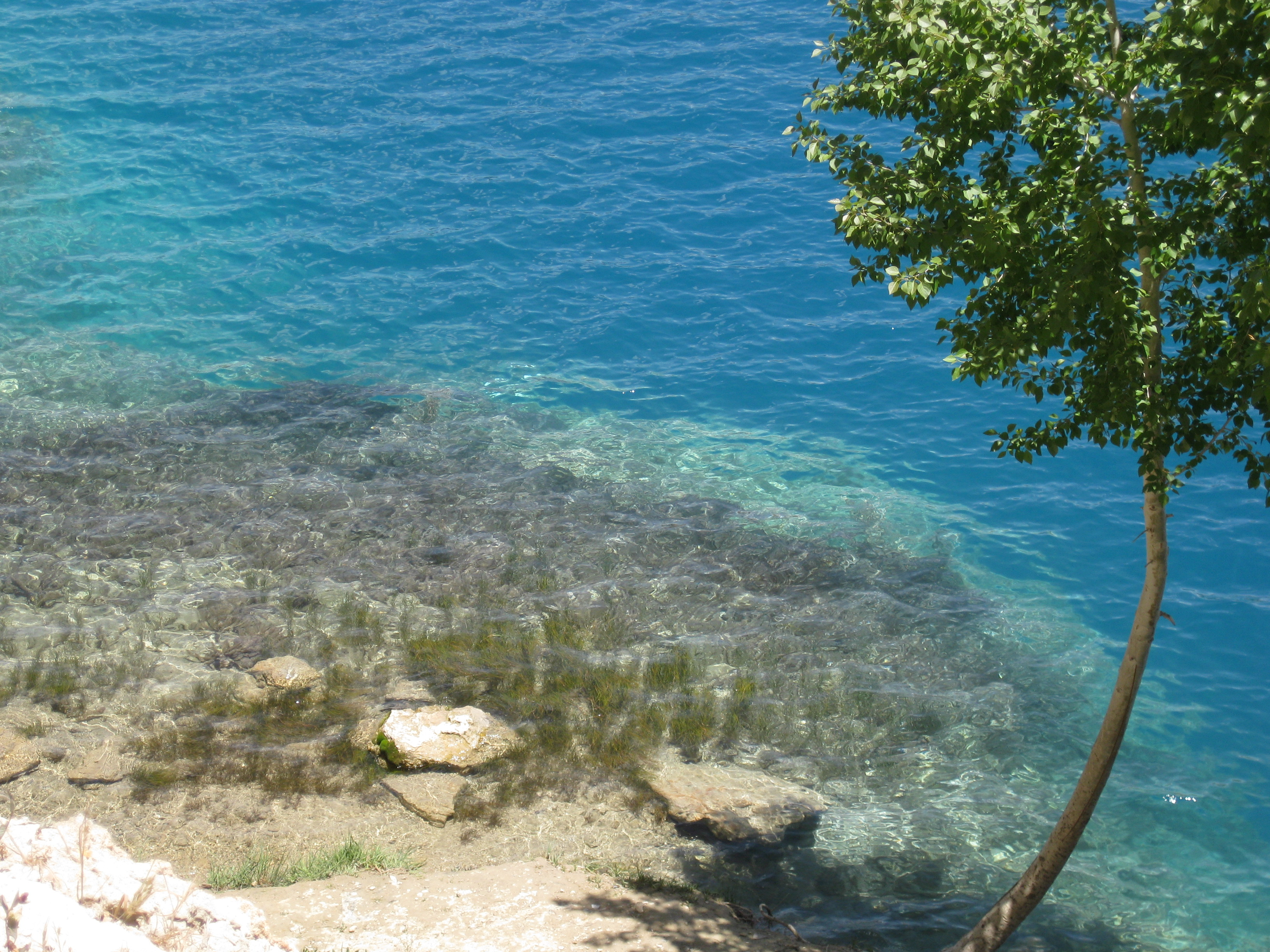
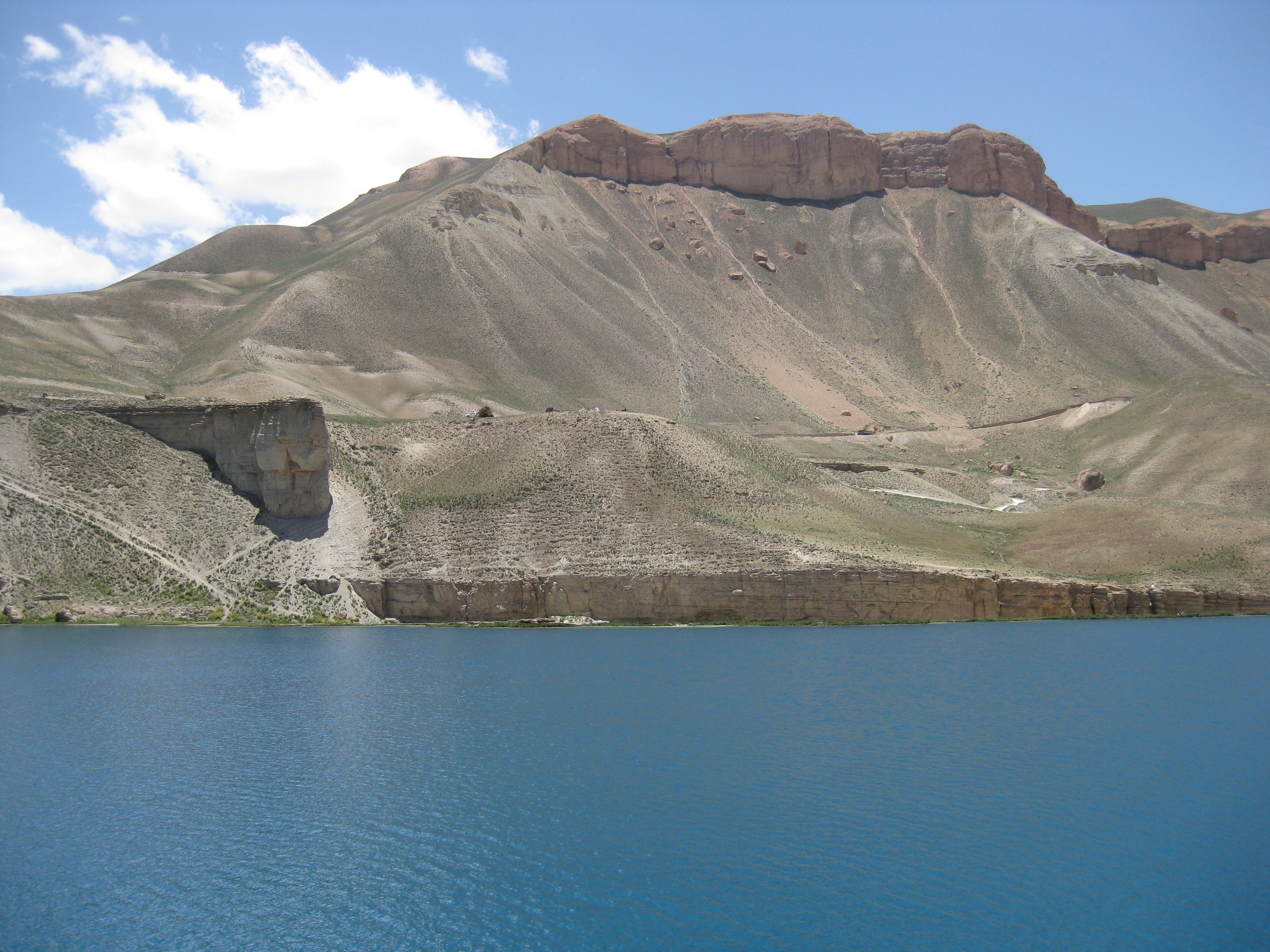
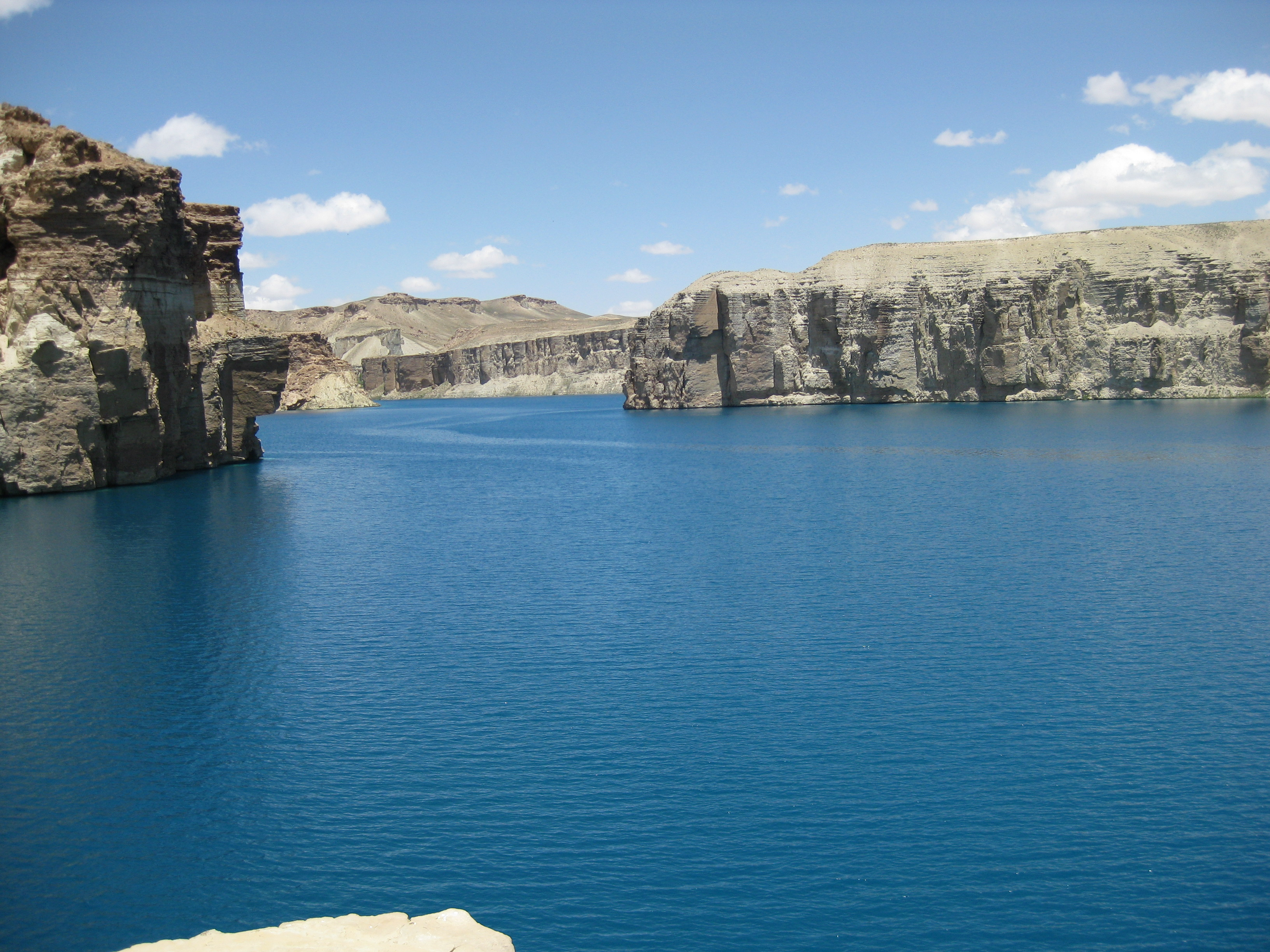
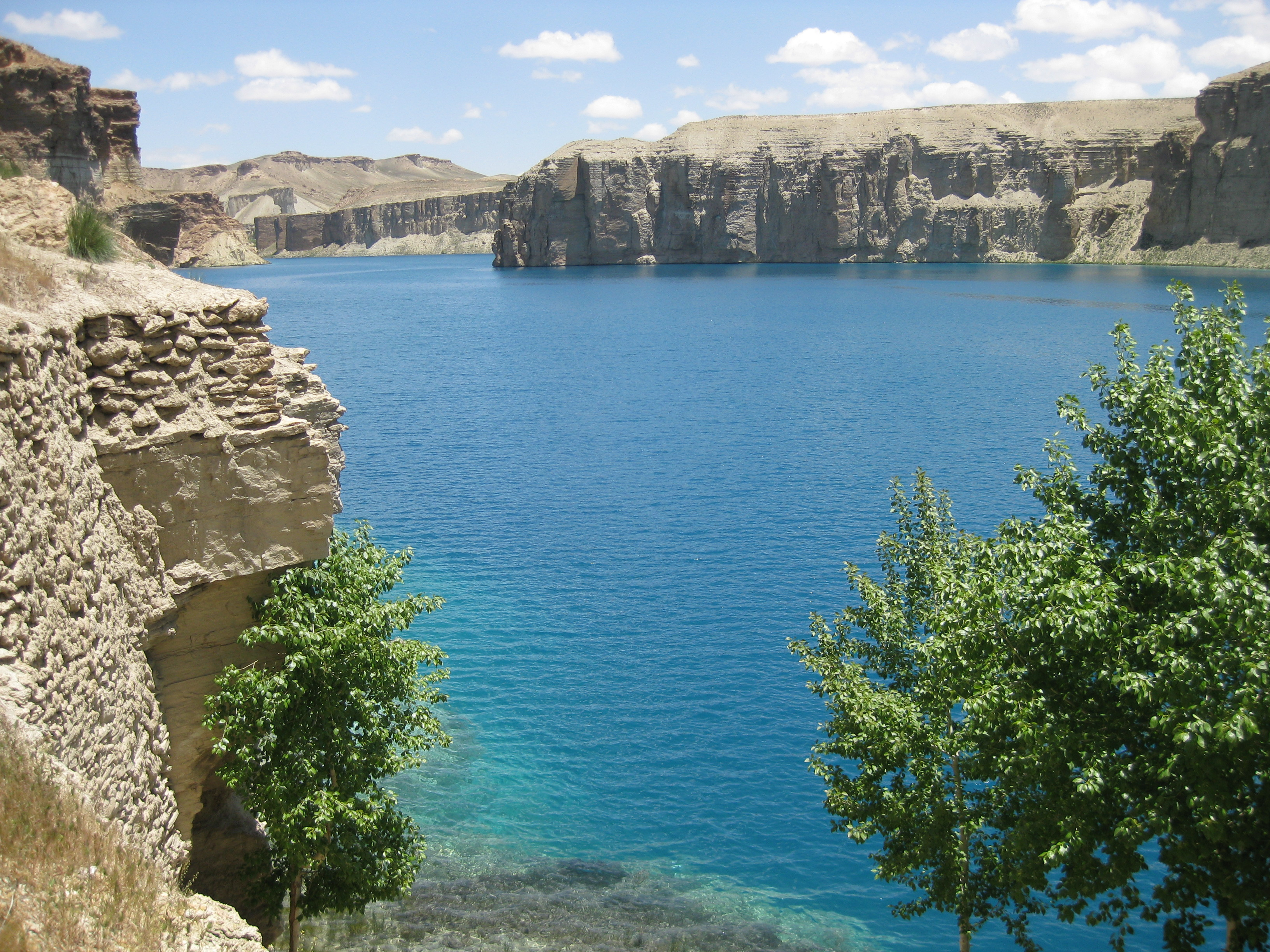
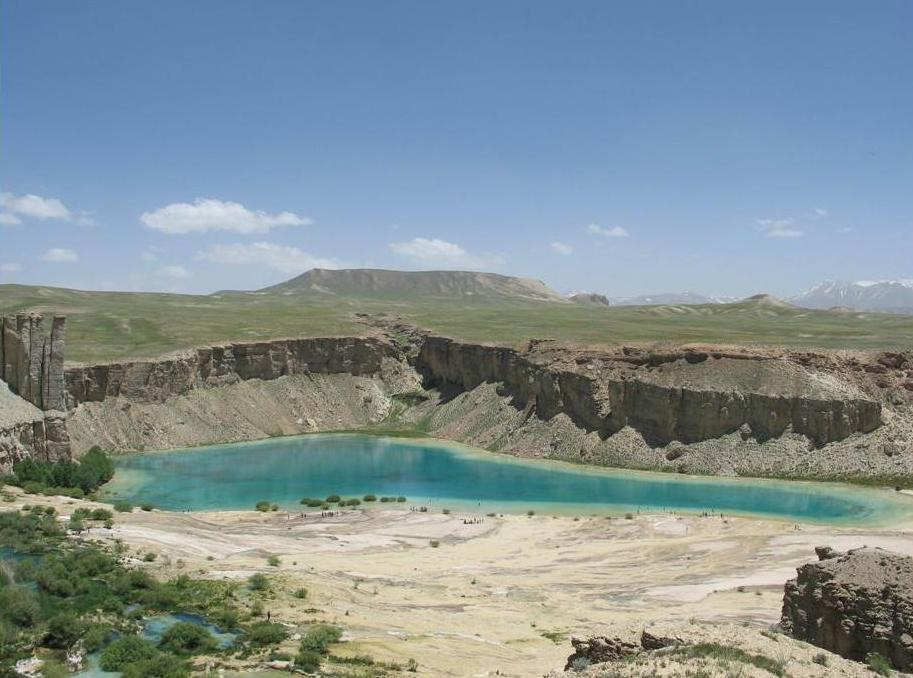
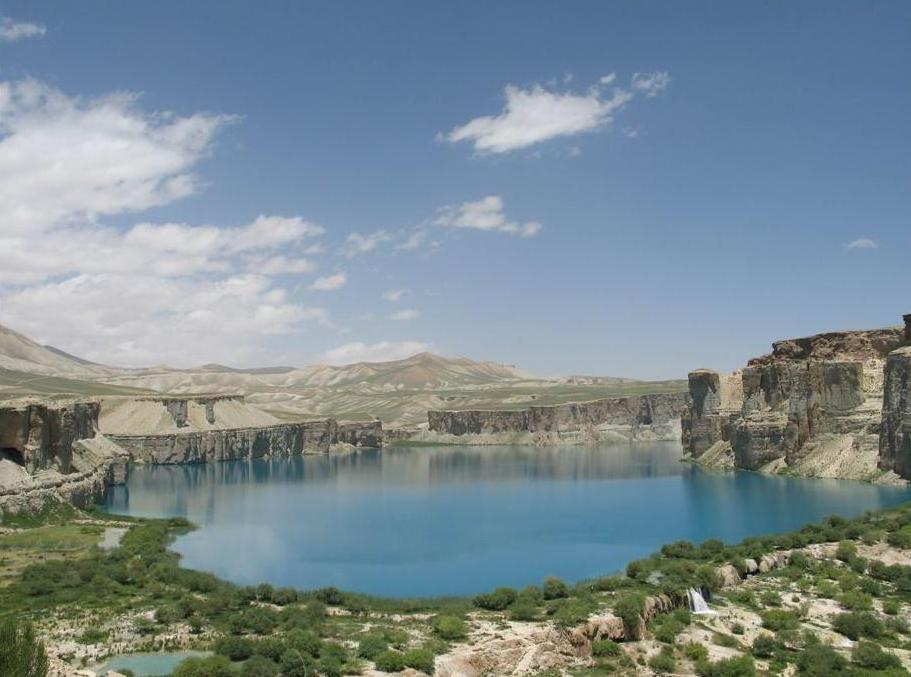
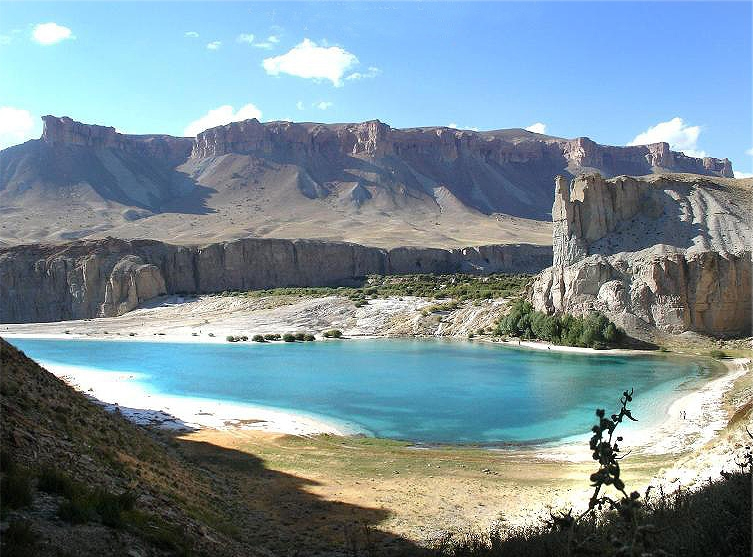